# Meigenia velutina
Meigenia velutina là một loài ruồi trong họ Tachinidae.